# پادشاه ییه ژو
پادشاه ییه از ژو (به چینی: 周懿王) با نام شخصی جی جیان (به چینی: 姬繄扈)؛ هفتمین پادشاه دودمان ژو در چین باستان بود. تاریخ سلطنت وی مورد اختلاف است، اما عموماً تصور می‌شود که او از ۸۹۹ تا ۸۹۲ پ. م یا ۸۹۹ تا ۸۷۳ پ. م حکومت کرده‌است.

## زندگی
از سلطنت او اسناد کمی در دست است. اولین سال سلطنت او توسط خورشید گرفتگی در ۲۱ آوریل ۸۹۹ تأیید شد. عمویش پادشاه شیائو ژو پس از او برتخت نشست و پس از عمویش پسر پادشاه ییه، پادشاه یی ژو "توسط بسیاری از اربابان بر تخت بازگردانده شد". گفته می‌شود که پادشاه ییه از پایتخت به محلی به نام هوآیلی نقل مکان کرده است. این نشان می دهد که او توسط عمویش از قدرت برکنار شده است، اما موضوع دقیقاً مشخص نیست. نوه او پادشاه لی ژو است.

## خانواده
ملکه‌ها
- وانگ بو جیانگ از طایفه جیانگ (王伯姜 姜姓)؛ مادر ولیعهد شیه و یک دختر

پسران
- ولیعهد شیه (太子燮؛ مرگ ۸۷۸ پ. م)؛ پادشاه یی ژو